# Cupido cilla
Cupido cilla är en fjärilsart som beskrevs av Hans Hermann Behr 1867. Cupido cilla ingår i släktet Cupido och familjen juvelvingar. Inga underarter finns listade i Catalogue of Life.